# Bembidion fellmanni
Bembidion fellmanni is een keversoort uit de familie van de loopkevers (Carabidae). De wetenschappelijke naam van de soort is voor het eerst geldig gepubliceerd in 1823 door Carl Gustaf Mannerheim.